# 24 Horas de Le Mans de 1925
As 24 Horas de Le Mans de 1925 foi o 3º grande prêmio automobilístico das 24 Horas de Le Mans, tendo acontecido nos dias 20 e 21 de junho 1925 em Le Mans, França no autódromo francês, Circuit de la Sarthe.

## Resultados Finais

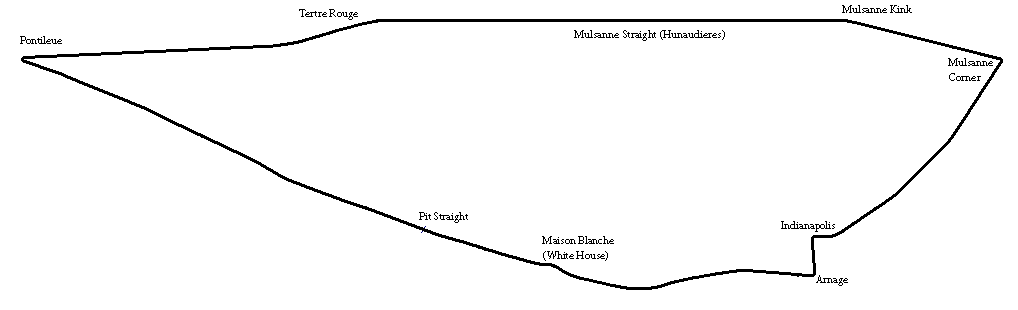
Circuito de Le Mans em 1925.

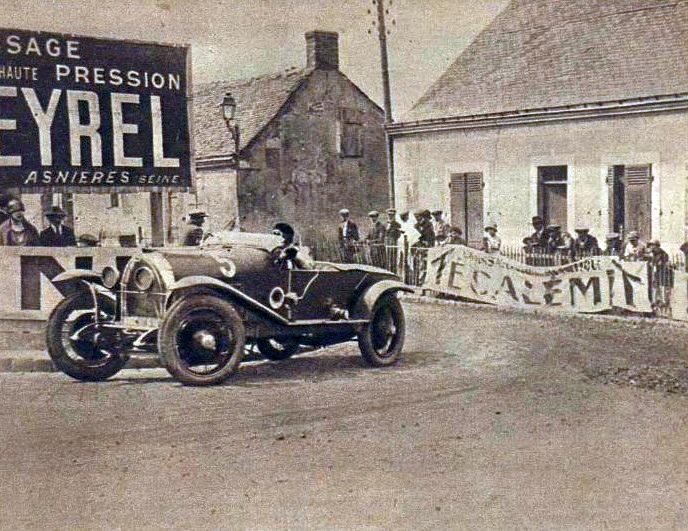
Inicio da antiga reta principal de Le Mans no interior da cidade de Le Mans.

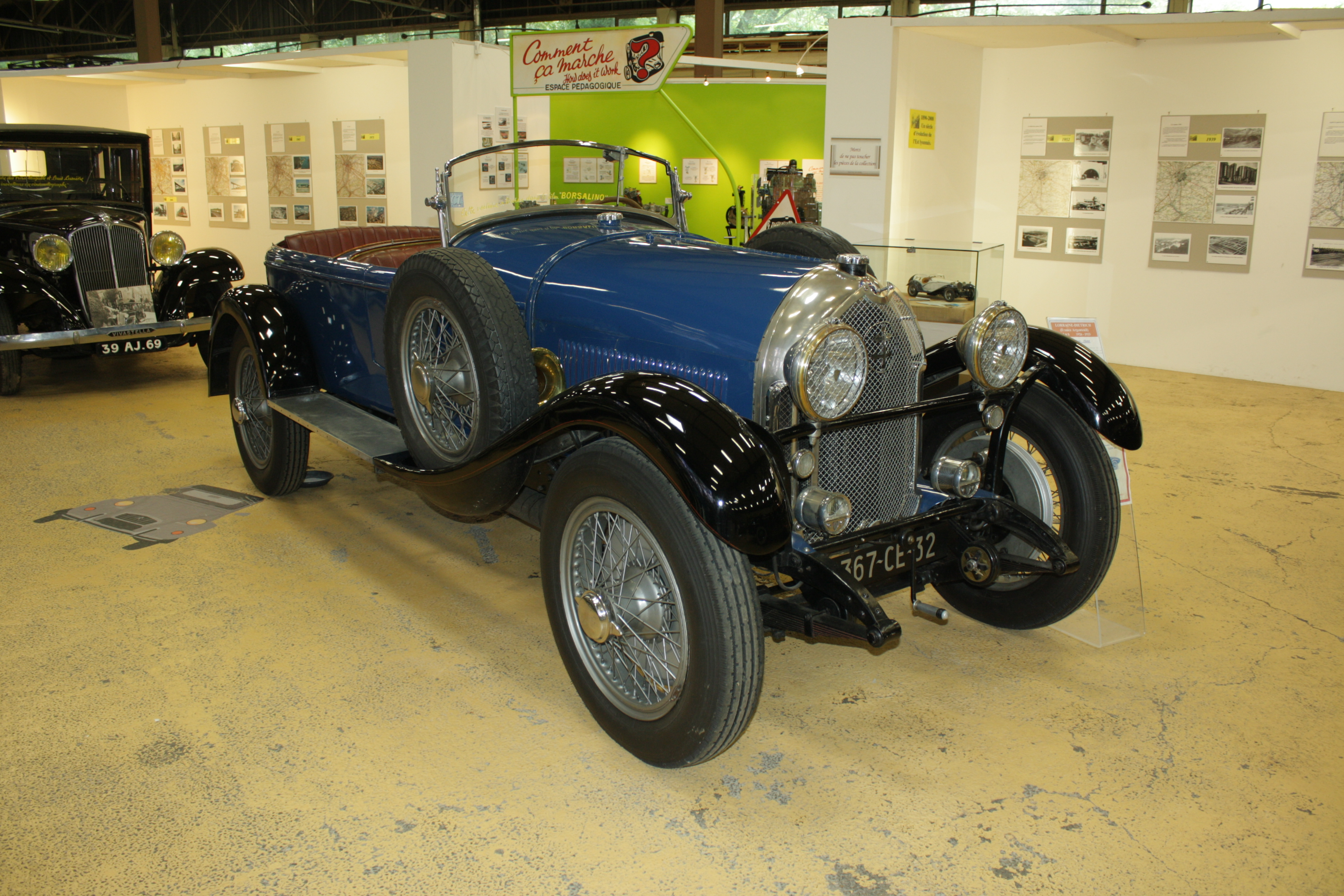
Lorraine Dietrich B3 6 Sport, modelo vencedor da edição da prova de 1925.

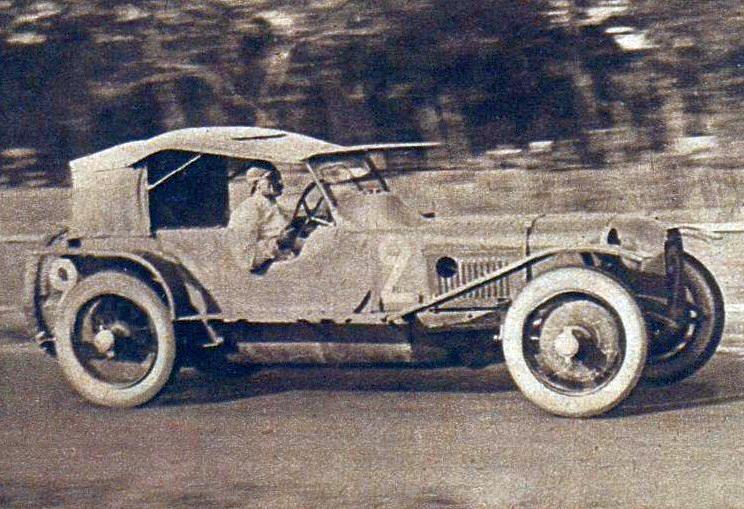
Chenard & Walcker de Lagache e Léonard, vencedores da edição inaugural de 1923, na edição de 1925.

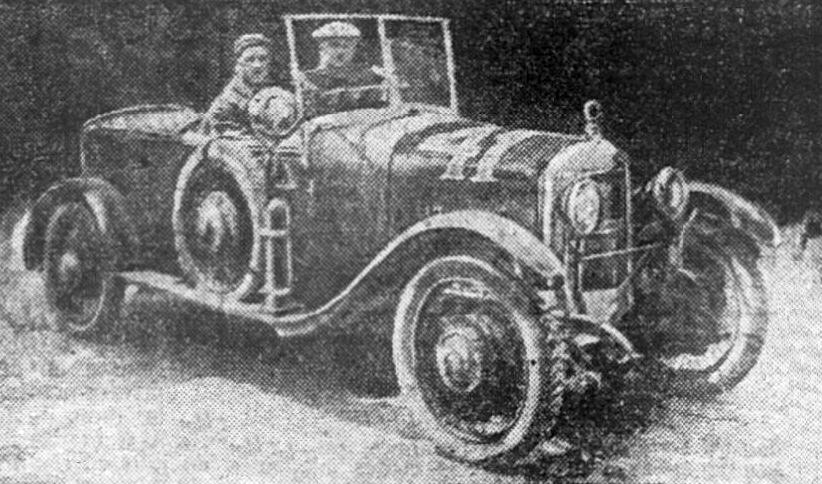
Corre la Licorne W 15 vencedor na classe 1.5L

| Pos    | Class | Nº | Equipe                                                        | Pilotos                                   | Chassis                         | Motor                      | Voltas |
| ------ | ----- | -- | ------------------------------------------------------------- | ----------------------------------------- | ------------------------------- | -------------------------- | ------ |
| 1      | 5.0   | 5  | Equipe sem nome                                               | Gérard de Courcelles André Rossignol      | Lorraine-Dietrich B3-6          | Lorraine-Dietrich 3.5L I6  | 129    |
| 2      | 3.0   | 16 | Equipe sem nome                                               | Jean Chassagne Sammy Davis                | Sunbeam Sport Le Mans           | Sunbeam 3.0L I6            | 125    |
| 3      | 5.0   | 4  | Equipe sem nome                                               | "Stalter" Éduoard Brisson                 | Lorraine-Dietrich B3-6          | Lorraine-Dietrich 3.5L I6  | 124    |
| 4      | 2.0   | 29 | Officine Meccaniche (O.M.)                                    | Tino Danieli Mario Danieli                | O.M. Tipo 665 Superba           | O.M. 2.0L I6               | 119    |
| 5      | 2.0   | 30 | Officine Meccaniche (O.M.)                                    | Giulio Foresti Aimé Vassiaux              | O.M. Tipo 665 Superba           | O.M. 2.0L I6               | 119    |
| 6      | 3.0   | 11 | Equipe sem nome                                               | Louis Wagner Charles Flohot               | Ariés 3-Litre                   | Ariés 3.0L I4              | 119    |
| 7      | 2.0   | 23 | Equipe sem nome                                               | Jean de Marguenat Louis Sire              | Rolland-Pilain C23 Super Sport  | Rolland-Pilain 2.0L I4     | 117    |
| 8      | 1.5   | 41 | Equipe sem nome                                               | Louis Balart Robert Doutrebente           | Corre La Licorne W15            | Corre 1.5L I4              | 110    |
| 9      | 1.5   | 42 | Equipe sem nome                                               | W. Lestienne Robert Lestienne             | Corre La Licorne W15            | Corre 1.5L I4              | 109    |
| 10     | 1.1   | 50 | Equipe sem nome                                               | Raymond Glaszmann Manso de Zuniga         | Chenard et Walcker Tank         | Chenard et Walcker 1.1L I4 | 109    |
| 11     | 2.0   | 21 | Equipe sem nome                                               | Edmond Garcia Mario Botto                 | Diatto 30                       | Diatto 2.0L I4             | 109    |
| 12     | 2.0   | 33 | Equipe sem nome                                               | Henri Springuel Pierre Clause             | Bignan                          | Bignan 2.0L I4             | 108    |
| 13     | 1.1   | 49 | Equipe sem nome                                               | Robert Sénéchal Albéric Loqueheux         | Chenard et Walcker Tank         | Chenard et Walcker 1.1L I4 | 105    |
| 14     | 1.5   | 39 | Etablissements Henri Precioux (E.H.P.)                        | Jean d'Aulan René Dély                    | E.H.P. DT Spéciale              | C.I.M.E. 1.5L I4           | 103    |
| 15     | 1.5   | 35 | Equipe sem nome                                               | Adrien Drancé Marcel Michelot             | G.M. GC2                        | G.M. 1.5L I4               | 100    |
| 16     | 1.1   | 44 | Société des Automobiles a Refroidissements par Air (S.A.R.A.) | Lucien Erb Gaston Mottet                  | S.A.R.A. ATS                    | S.A.R.A. 1.1L I4           | 93     |
| 17 NC  | 5.0   | 7  | Equipe sem nome                                               | Henri Stoffel Lucien Desvaux              | Chrysler 70 Six                 | Chrysler 3.3L I6           | ?      |
| 18 NC  | 3.0   | 14 | Equipe sem nome                                               | Giorgio Rubietti Tullio Vesprini          | Diatto 35                       | Diatto 2.9L I4             | ?      |
| 19 NC  | 3.0   | 18 | Equipe sem nome                                               | Eugene Van den Bossche Abel Smeets        | Ravel 12CV Sport                | Ravel 2.5L I4              | ?      |
| 20 NC  | 2.0   | 22 | Equipe sem nome                                               | Gaston Delalande Paul Chalamel            | Rolland-Pilain C23 Super Sport  | Rolland-Pilain 2.0L I4     | ?      |
| 21 DSQ | 2.0   | 24 | Equipe sem nome                                               | "Stremler" Pierre Salles                  | Rolland-Pilain C23 Super Sport  | Rolland-Pilain 2.0L I4     | ?      |
| 22 DNF | 3.0   | 13 | Equipe sem nome                                               | Francois Lecot Eugene Renaud              | Diatto 35                       | Diatto 3.0L I4             | 109    |
| 23 DNF | 1.5   | 36 | Talbot                                                        | Edmond Bourlier Jules Moriceau            | Talbot 70                       | Talbot 1.5L I4             | 98     |
| 24 DNF | 5.0   | 2  | Equipe sem nome                                               | André Lagache René Léonard                | Chenard et Walcker              | Chenard et Walcker 3.9L I8 | 90     |
| 25 DNF | 2.0   | 28 | Officine Meccaniche (O.M.)                                    | Ferdinando Minoia Vincenzo Coffani        | O.M. Tipo 665 Superba           | O.M. 2.0L I6               | 81     |
| 26 DNF | 1.5   | 37 | Talbot                                                        | Paul Le Deu Alphonse Auclair              | Talbot 70                       | Talbot 1.5L I4             | 73     |
| 27 DNF | 2.0   | 32 | Equipe sem nome                                               | Jean Martin Jean Matthys                  | Bignan                          | Bignan 2.0L I4             | 65     |
| 28 DNF | 5.0   | 9  | Bentley Motors Ltd.                                           | Capt. John F. Duff Frank Clement          | Bentley 3 Litre                 | Bentley 3.3L I4            | 64     |
| 29 DNF | 1.1   | 47 | Equipe sem nome                                               | "Lachanay" Jacques Millies                | D.F.P. VA                       | C.I.M.E. 1.1L I4           | 60     |
| 30 DNF | 3.0   | 17 | Equipe sem nome                                               | Charles Montier Alber Ouriou              | Montier Spéciale (Ford Model T) | Montier 2.9L I4            | 54     |
| 31 DNF | 1.5   | 40 | Equipe sem nome                                               | Albert Colomb "Vallay"                    | Corre La Licorne W15            | Corre 1.5L I4              | 50     |
| 32 DNF | 3.0   | 12 | Equipe sem nome                                               | Louis Rigal Roger Delano                  | Ariés 3-Litre                   | Ariés 3.0L I4              | 42     |
| 33 DNF | 2.0   | 20 | Equipe sem nome                                               | Louis Dollé Albert Giraud                 | Diatto 30                       | Diatto 2.0L I4             | 41     |
| 34 DNF | 1.5   | 38 | Etablissements Henri Precioux (E.H.P.)                        | Marcel Benoist Michel Doré                | E.H.P. DT Spéciale              | C.I.M.E. 1.5L I4           | 41     |
| 35 DNF | 1.1   | 45 | Equipe sem nome                                               | Jules de Ségovia Gaston Duval             | S.A.R.A. BDE                    | S.A.R.A. 1.1L I4           | 40     |
| 36 DNF | 1.5   | 34 | Equipe sem nome                                               | Marcel Gendron Lucien Bossoutrot          | G.M. GC2                        | G.M. 1.5L I4               | 36     |
| 37 DNF | 1.1   | 53 | Equipe sem nome                                               | Joseph Paul Louis Francois                | Ariés 8-10 CV                   | Ariés 1.1L I4              | 35     |
| 38 DNF | 5.0   | 6  | Equipe sem nome                                               | Robert Bloch Léon Saint Paul              | Lorraine-Dietrich B3-6          | Lorraine-Dietrich 3.5L I6  | 33     |
| 39 DNF | 3.0   | 15 | Sunbeam Motor Co., Wolverhampton                              | Sir Henry Segrave George Duller           | Sunbeam Sport Le Mans           | Sunbeam 3.0L I6            | 32     |
| 40 DNF | 1.1   | 46 | Equipe sem nome                                               | André Colas "Moraine"                     | D.F.P. VA                       | C.I.M.E. 1.1L I4           | 31     |
| 41 DNF | 5.0   | 1  | Equipe sem nome                                               | "de Franconi" Emile Dupont                | Sizaire-Berwick                 | Sizaire-Berwick 4.5L I4    | 23     |
| 42 DNF | 5.0   | 10 | Bentley Motors Ltd.                                           | Herbert Kensington Moir Dudley Benjafield | Bentley 3 Litre                 | Bentley 3.3L I4            | 19     |
| 43 DNF | 1.1   | 48 | Equipe sem nome                                               | Jean Porporato Marcel Collet              | D.F.P. VA                       | C.I.M.E. 1.1L I4           | 19     |
| 44 DNF | 1.1   | 51 | Equipe sem nome                                               | Marius Mestivier André Morel              | Amilcar CGSS Gran Sport         | Amilcar 1.1L I4            | 17     |
| 45 DNF | 1.1   | 43 | Equipe sem nome                                               | André Marandet Gonzaque Lécureul          | S.A.R.A. BDE                    | S.A.R.A. 1.1L I4           | 15     |
| 46 DNF | 1.1   | 52 | Equipe sem nome                                               | Jean Majola Fernand Casellini             | Majola                          | Majola 1.1L I4             | 14     |
| 47 DNF | 1.1   | 54 | Equipe sem nome                                               | Fernand Gabriel Henri Lapierre            | Ariés 8-10 CV                   | Ariés 1.1L I4              | 11     |
| 48 DNF | 750   | 55 | Equipe sem nome                                               | Gordon England Francis Samuelson          | Austin 7                        | Austin 0.7L I4             | 9      |
| 49 DNF | 5.0   | 3  | Equipe sem nome                                               | André Pisart Jacques Edouard Ledure       | Chenard et Walcker              | Chenard et Walcker 3.9L I8 | 6      |

Legenda :DNQ = Não largou - DNF = Abandono - NC = Não classificado - DSQ= Desqualificado